# Bredvadporfyr
Bredvadporfyr er en let genkendelig sten, der stammer fra Dalarna i Sverige. Den er en porfyr med en rød eller rødlig grundmasse, hvori der ligger et beskedent antal lyse strøkorn af mineralet feldspat samt enkelte grønlige korn af mineralet epidot. Den ligner en Østersøkvartsporfyr, men mangler strøkorn af kvarts.